# 엘로힘

엘로힘(히브리어: אֱלוֹהִים , אלהים 신(神) 또는 신(神)들). 단수인 신을 가리킬 때에는 단수동사와 쓰이고 복수인 신들을 가리킬 때에는 복수동사와 쓰인다. 한국어 성경에서는 하나님으로 흔히 번역된다. 엘로힘은 의미는 엘의 단수인 엘(히브리어: אל ēl 신(神))에서 나왔지만, 형태는 엘의 복수인 엘로힘(히브리어: אלהים 신(神)들)에서 나왔다. 엘로힘은 창세기에서 세 번째로 나오는 단어이며, 히브리어 성경에 자주 나오는 단어이다. 이 단어의 중요성은 논쟁 대상이 되어 왔다.
하나님(엘로힘)께서 떨기  가운데서 "모세야, 모세야"하고 부르셨다.— 출애굽기, 3장 4절

몇몇 경우(위의 예)에서는 실질적으로는 단수 명사로 쓰였고, 따라서 이는 이스라엘의 유일신을 나타낸다고 볼 수 있다.
너희는 내 앞에서 다른 신들(엘로힘)을 섬기지 못한다.— 출애굽기, 20장 3절

그러나 다른 경우에 엘로힘은 엘로힘(히브리어: אלהים) 형태 그대로 복수이며, 다신론적인 의미에서 여러 신을 나타낸다고 볼 수 있다(오른쪽 예). 이는 청동기 시대의 가나안 우가리트 문서에 나타나는 엘로힘('Ihm. 이는 엘(히브리어: אל)의 가족을 뜻한다)이 가나안의 모든 신을 뜻하는 것과 관계가 있을 수 있다.
다른 경우에도 본문만을 가지고 뜻을 분명히 이해하기는 어렵지만, 아마도 전능한 존재일 것이다.
하나님(엘로힘)의 아들들이 그 사람의 딸들을 보고 마음에 드는 대로 아리따운 여자를 골라 아내로 삼았다.— 창세기, 6장 2절

그가 너를 대신하여 백성에게 말해 줄 것이다. 그는 너의 입이 되고, 너는 그에게 하나님처럼 되리라.— 출애굽기, 4장 16절

너희는 하나님(엘로힘)께 욕되는 말을 하거나, 너희 백성의 지도자에게 악담을 하지 못한다.
— 출애굽기, 22장 28절

## 히브리어 문법의 복수 형태
히브리어에서 엘로힘은 형태론적으로 복수형으로 쓰이지만, 이스라엘의 유일신을 나타낼 때는 단수 동사나 형용사를 취하는 것으로 전통적으로 알려져 있다. 따라서 성경의 가장 첫 구절 “베레쉬트 바라 엘로힘(בראשית ברא אלהים 태초에 하나님이)"에서 바라(히브리어: ברא→(그가) 창조하다)는 3인칭 단수 남성 완전태 동사이다. 만약 엘로힘이 보통 복수를 뜻하는 단어라면, 복수 형태의 동사인 바루(히브리어: בראו→(그들이) 창조하다)를 썼을 것이다. 이러한 복수형은 엘로힘이 의미론적으로 이스라엘의 유일신이 아닌 복수 대상을 지칭할 때 쓰인다. 히브리어에서 복수형을 가지고 있으나 단수 동사나 형용사가 받는 단어가 몇 가지 있다. 그중 대표적인 예가 소유자를 뜻하는 베알림(히브리어: בעלים)으로 출애굽기 21장 29절에 나온다.

## 어원
가장 가능성 있는 어원은 우가리트 문서들에서 나타나는, 가나안의 주신 엘의 가족이나 주위의 신들을 뜻하는 엘로힘('Ihm)으로서, 여러 신을 나타낸다.
- 조엘 호프만(Joel Hoffman)은 가나안어에 많이 쓰이는 단어인 “엘림”(elim)에 히브리어 모음넣기(mater lectionis)로 중간에 “헤”(heh)를 넣어 다른 신들과 다른 이스라엘 유일신을 나타냈을 것이라고 한다. 이는 아브람과 아브라함, 사래와 사라와 같은 변형과 똑같은 형태라고 논한다.[5] (→야훼도 참조.)
- 카렐 반 데르 토른(Karel van der Toorn)은 흔한 주장이 맞다고 주장한다. 즉 엘로힘은 엘로아의 복수라는 것이다. D. 파디(D, Pardee)는 그러나 엘로아라는 말의 어원이 불분명하다고 주장한다.[6] 그러나 구약성서에서 57번 등장한다.
- “엘”이나 “울”은 “강하다” 또는 “앞서다”라는 뜻을 나타낸다고 추정한다. 여기에서 “아일”이라는 말(“람”, “무리를 이끄는 자”)이 나왔을 것이다. 따라서 엘로힘은 “엘”의 확장된 복수형일 것이다(그러나 셈어의 어원은 세 자음 어근을 갖는다.).
- 다른 이들은 엘로힘과 엘로아를 “알라”(두렵게 하는)나 “알리”(alih, 혼란스럽게·두렵게 하는)에서 어원을 찾는다. 이에 따르면, 엘로아와 엘로힘은 따라서 두렵거나 복수의 대상이 되는 존재, 또는 몸둘 곳을 못 찾게 하는 자를 뜻한다.

이 엘로힘의 어미 “-임”은 남성 복수이지만, 히브리의 신을 나타낼 때는 보통 단수 동사나 형용사를 받고, 거룩한 자를 나타낼 때는 복수로 쓴다(예: 시편 96편 5편, 97편 7편). 왜 이 단어가 복수인지에 대한 이론도 많다.
- 주로 유일신론자들은 신적인 위엄을 나타낼 때 복수형이 쓰인다고 본다.
- 기독교의 정통 삼위일체론에 따르면, 이것이 삼위일체의 증거라고 보기도 한다.
- 비정통 기독교 또는 유태인 신학자들과 다신론자들은 이 복수형이 셈 족의 다신론을 반영한 것이라고 본다. 따라서 원래의 뜻은 “신들” 또는 “엘의 아들들”인 초월적 존재라고 본다. 따라서 이 단어는 나중에 유일신론자들이 단수화했다고 본다.
- 예수그리스도후기성도교회에서는 엘로힘을 하나님 아버지를 나타내는 표현으로 본다.[7]

## 같이 보기
- 야훼 / 여호와
- 하나님  : 한국 개신교에서 신을 번역할때 하나님으로 번역했는데 여기서 하나는 숫자 하나이다. 거기에 존칭인 님을 붙힌 것으로 유일신이란 것을 강조하는 의미가 있다하겠다.